# Lirapex
Lirapex is een geslacht van weekdieren uit de klasse van de Gastropoda (slakken).

## Soorten
- Lirapex costellatus Warén & Bouchet, 2001
- Lirapex granularis Warén & Bouchet, 1989
- Lirapex humatus Warén & Bouchet, 1989
- Lirapex politus C. Chen, Y.-D. Zhou, C.-S. Wang & Copley, 2017